# テンソル・ベクトル・スカラー重力
テンソル・ベクトル・スカラー重力 (テンソル・ベクトル・スカラーじゅうりょく、Tensor-Vector-Scalar gravity)、略称 TeVeS は暗黒物質を導入することなく銀河回転曲線の問題を説明するために提案された相対論的重力理論のひとつである。
イスラエルのヤコブ・ベッケンシュタインが2004年に提唱したこの理論は、ミルグロムの修正ニュートン力学 (MOND) の相対論バージョンといえるもので、MONDの予測がニュートン力学とは異なってくる大きな距離スケールでMONDに還元される一方で、一般相対論的検証にも耐え、重力レンズのようなMONDが説明することが出来なかった現象を説明することもできると主張される。 TeVeS の一般相対性理論との主要な違いは、重力の強さが距離に依存する形式にあり、一般相対論が単一のテンソルを用いて空間の幾何を表現するのに対し、これはそれをスカラーとテンソル、ベクトルを用いて定めている。 
一般には、2004年以降の弾丸銀河団の観測によって、銀河回転曲線はTeVeSのような重力の代替理論よりも暗黒物質による方がよりよく説明できることが明らかになったと主張されているものの、理論の支持者らはそれらの観測についてもTeVeSによって説明可能だと主張している。